# Ariel Galvan
Ariel Galván (Ciudad de México) es un actor mexicano, conocido por aparecer en diversos proyectos de cine y televisión, tanto en México como en Estados Unidos, destacando El violín (2005), Apocalypto (2006), Sin nombre (2009), Gritos de muerte y libertad (2010), 4 Maras (2012), La promesa (2013) y Me late chocolate (2013).

## Filmografía
- El violín (2005) como Joaquín.
- Apocalypto (2006) como Musgo Colgante.
- Sin nombre (2009) como Migrante 1.
- Bala mordida (2009) como Oficial Vázquez.
- El infierno (2010) como Agente federal 2.
- Gritos de muerte y libertad (2010) como Hombre indígena.
- Xinantecatl (2011) como Ruben.[3]
- Ladies Mafia (2011) como Bonzo.
- Dos de tres (2012) como Policía.
- En busca de Marsupilami (2012) como Agente policía 2.
- 4 Maras (2012) como Celso.
- No me mandes a mi (2012) como Secuestrador 3.
- Me late chocolate (2013) como Mesero.
- La Promesa (2013) como Cuautemoc.
- Por un puñado de canicas (2013) como Vaquero.
- Los amantes se despiden con la mirada (2022).